# Múscul esfínter intern de l'anus
El múscul esfínter intern de l'anus (musculus sphincter ani internus) es troba a la part interior del recte, del qual és una continuació de la seva capa muscular circular interior. És un dels dos esfínters de l'anus, juntament amb l'esfínter extern de l'anus. El múscul esfínter intern està format per musculatura llisa; l'extern, en oposició, és un múscul estriat.

## Estructura
És un anell muscular que envolta 2,5 cm del conducte anal a uns 6 mm de l'orifici. S'insereix entre el canal rectal i l'esfínter anal extern, al qual l'envolta amb les seves fibres musculars des de la part inferior, on estan en contacte tot i que anatòmicament són molt diferents. Posseeix un gruix d'aproximadament 0,5 cm i una longitud de 2,5 a 3 cm, i està format per una agregació de les fibres circulars involuntàries de l'intestí gros. La seva vora inferior està connectada a la pell de l'orifici de l'anus.
Les fibres parasimpàtiques dels segments de la pelvis de la medul·la espinal són les que innerven l'esfínter intern (nervis esplàncnics pelvians); per tant, la seva contracció és inhibida per l'estimulació de les fibres parasimpàtiques. Cal destacar que no està innervat pel nervi púdic, que està format per fibres somàtiques (és motor i sensorial) i que innerva les fibres de l'esfínter anal extern.

Anatomia de l'anus humà. Secció frontal.

## Funció
Com una vàlvula, compleix la funció de donar suport a l'esfínter anal extern en les tasques d'expulsió de la femta. A més, ajuda a cloure l'obertura anal per evitar l'entrada d'objectes que podrien danyar les parets intestinals, així com aturar el pas de gasos i excrements en estat líquid. La seva acció és totalment involuntària, és a dir, que la seva contracció i relaxació s'efectua de manera espontània. L'estat habitual de l'esfínter intern és el de contracció. El reflex de la relaxació és causat per la pressió de la femta del recte durant la defecació. Perquè es produeixi la distensió del canal rectal, cal la contracció voluntària del múscul puborectal i de l'esfínter anal extern.